# 16269 Merkord
16269 Merkord è un asteroide della fascia principale. Scoperto nel 2000, presenta un'orbita caratterizzata da un semiasse maggiore pari a 3,1127122 UA e da un'eccentricità di 0,1699777, inclinata di 0,74758° rispetto all'eclittica.